# Feeding
Pour les articles homonymes, voir Feeding (homonymie).
 (décembre 2010).
Si vous disposez d'ouvrages ou d'articles de référence ou si vous connaissez des sites web de qualité traitant du thème abordé ici, merci de compléter l'article en donnant les références utiles à sa vérifiabilité et en les liant à la section « Notes et références ».

Attraction des FA (Fat Admirers) en fonction de l'IMC (BMI) des femmes.

Le feeding est une expression anglophone désignant une pratique consistant à faire manger un/une partenaire, voire à le/la forcer à manger (il est alors question de forced feeding), afin de lui faire prendre du poids, jusqu’à atteindre parfois des poids extrêmes. L'individu dont le fantasme est de donner ou forcer à manger en vue de voir grossir l'autre est appelé(e) un(e) feeder ; celui désirant grossir et se faire gaver est un(e) feedee.

## Description
Cette pratique est plus courante sous la forme feeder/feedee homme/femme, c'est-à-dire lorsque c'est l'homme qui tient le rôle du gaveur, la feedie étant dans une relation de dépendance et de soumission.
Les feeders ne doivent pas être confondus avec les Fat Admirers. Même si les feeders sont pour la plupart des Fat Admirers, l’inverse est faux, cette pratique restant minoritaire. 
Cette pratique est souvent apparentée à une relation de sado-masochisme, la relation du feeder envers la feedie étant une relation de domination, et la feedie devenant complètement dépendante du feeder. Cette relation de dépendance devient totale lorsque la feedie atteint l'immobilité physique, stade extrême de la pratique.

## Variances
- Mutual-gainer → Personne qui encourage son/sa partenaire à devenir de plus en plus gras(se) et lui fasse de même.
- Gainer → Personne qui prend du poids volontairement mais seul, sans aide de partenaire.
- Foodee → Personne aimant manger, parfois à outrance et qui passe le plus de temps possible à manger. La différence entre foodee et feedee est que le foodee mange sans la volonté de prendre du poids. Certains ont du mal à accepter ce poids gagné tandis que d'autres l'acceptent sans problème du moment qu'ils puissent continuer à manger autant qu'ils le veulent.
- Feeder → L'individu dont le fantasme est de donner ou forcer à manger en vue de voir grossir son partenaire le Feedee ou lui même.
- Feedee → celui désirant grossir et de se faire gaver.

## Vocabulaire
- BBW (Big Beautiful Woman) → Femmes à forte corpulence et qui assument leurs rondeurs.
- SSBBW (Super-Size BBW) → Femmes extrêmement corpulentes et qui l'assument.
- BHM (Big Handsome Men) → Hommes à forte corpulence et qui assument leurs rondeurs.
- HW (Highest weight)  → Poids le plus haut atteint par le gainer
- SW (Start weight) → Poids initial du gainer
- CW (Current weight) → Poids actuel du gainer
- GW (Goal weight) → Poids idéal du gainer
- UGW (Ultimate goal weight) → Poids idéal ultimate du gainer

La différence entre BBW et SSBBW est très subjective, certaines femmes seront considérées comme BBW avec un début d'obésité et d'autres seront dites SSBBW en étant en obésité sévère.